# Carl Gustav Fleischer
Pour les articles homonymes, voir Fleischer.
Carl Gustav Fleischer, né le 28 décembre 1883 à Bjørnør (en) dans le Comté de Sør-Trøndelag en Norvège, et mort le 19 décembre 1942 à Ottawa dans la province de l'Ontario au Canada, est un général norvégien et le premier commandant terrestre à remporter une victoire majeure contre les allemands pendant la Seconde Guerre mondiale. Ayant suivi le gouvernement norvégien en exil à la fin de la campagne de Norvège, Carl Gustav Fleischer se suicide après avoir été écarté de la nomination au poste de commandant en chef des forces armées norvégiennes en exil et avoir été envoyé au poste insignifiant de commandant des forces norvégiennes au Canada.

## Biographie

### Jeunesse, origine et vie personnelle
Carl Gustav Fleischer naît le 28 décembre 1883 au presbytère de Bjørnør (aujourd'hui Roan) dans le comté de Sør-Trøndelag. Il est le fils du pasteur de l'Église de Norvège Carl Edvard Fleischer (1843-1885) et de Johanne Sophie Fergstad (1850-1926). Après la mort de son père, alors qu'il n'a que deux ans, il déménage avec sa mère pour grandir à Trondheim. La maison de son enfance est caractérisée par le christianisme, la simplicité et la frugalité. La famille déménage de Trondheim à Kristiania (aujourd'hui Oslo) en 1899.
Ses ancêtres avaient migré d'Elbing en Prusse orientale vers la Norvège, d'abord avec Tobias Fleischer (1630-1690) qui a trouvé un poste à Kongsberg. La lignée actuelle descend du neveu de Tobias, Herman Reinhold Fleischer (1656-1712), qui a également eu des enfants notables au Danemark. Carl Gustav Fleischer est un descendant du fils d'Herman, Philip Johan Fleischer (1699-1763). Parmi les parents notables figurent le frère de Philip, Baltzer Fleischer, et son petit-neveu, Palle Rømer Fleischer, ainsi que le frère de Carl Gustav, l'évêque Andreas Fleischer. Carl Gustav Fleischer était également un parent plus éloigné de Carl August Fleischer, Nanna Fleischer, Agnes Fleischer et August Fleischer.
Carl Gustav Fleischer épousé Antonie "Toni" Charlotte Hygen (1888-1947) en 1919 à Kristiania,. Dans ses temps libres, Carl Gustav Fleischer aime peindre à l'aquarelle et pêcher la truite.

### Carrière militaire

#### Avant la Seconde Guerre mondiale
Motivé par les incertitudes économiques, Carl Gustav Fleischer s'inscrit à l'académie militaire de Norvège, dont il sort deuxième meilleur élève en 1905. L'académie inculque au jeune Carl Gustav Fleischer une forte croyance dans le fait que la première tâche d'un officier militaire est de défendre son pays et que les règlements doivent être considérés comme des ordres permanents dans les situations critiques.
En 1917, il obtient le grade de capitaine.
De 1919 à 1923, il est officier d'état-major de la 6e division norvégienne avant de devenir commandant du 14e régiment d'infanterie (IR 14) à Mosjøen. Pendant qu'il sert dans le Nord-Norge, il devient un rédacteur passionné de manuels militaires et travaille continuellement au développement des forces armées norvégiennes en fonction des conditions particulières dues à la nature et à la société norvégiennes.
De 1909 à 1933, il a occupé divers postes au sein de l'état-major norvégien. En outre, il a été capitaine et a commandé la compagnie 4 des Gardes royaux norvégiens en 1926-1929, chef de l'état-major des adjudants du général commandant en 1933-1934 et professeur au Collège d'état-major de la défense norvégienne en 1928-1934,. Il édite également la revue militaire Norsk Militært Tidsskrift. Pendant son séjour à l'état-major général, Carl Gustav Fleische met en garde contre la possibilité d'une attaque surprise sur les zones centrales de la Norvège. Il déclare également que la meilleure façon de faire face à une telle attaque consiste à défendre les avant-postes côtiers pendant que les forces principales se mobilisent dans les zones arrière de l'intérieur du pays.
En 1930, il est promu au rang de major et, en 1934, il devient colonel et prend le commandement du régiment Sør-Hålogaland (régiment d'infanterie 14).

#### Seconde Guerre mondiale

##### Contexte et stratégie
Le 16 janvier 1939, Carl Gustav Fleischer est nommé major général et commandant de la 6e division norvégienne, poste qui l'amènera à devenir le premier général allié à vaincre la Wehrmacht dans un affrontement terrestre frontal. En janvier 1940, Carl Gustav Fleischer est nommé, par résolution royale, commandant en chef de la Norvège du Nord en cas de guerre.
Après le déclenchement de la guerre d'hiver entre la Finlande et la Russie en novembre 1939, la 6e division est mobilisée et Carl Gustav Fleischer prend à plusieurs reprises l'initiative d'encourager le gouvernement norvégien à accroître la préparation militaire du pays dans le nord de la Norvège. Parmi ces initiatives figurent des mesures de grande envergure contre les communistes de la région. La méfiance de Carl Gustav Fleischer à l'égard de l'Union soviétique continue de se manifester tout au long de la campagne de Norvège suivante, en 1940, lorsqu'il maintient des forces importantes à la frontière soviétique, dans l'est du Comté de Finnmark, malgré un besoin désespéré de renforts sur la ligne de front de Narvik contre les forces du Gebirgsjäger du général de division Eduard Dietl.
En 1940, après l'invasion allemande de la Norvège, le général Carl Gustav Fleischer est nommé commandant en chef des forces armées norvégiennes dans le nord du pays. Au moment de l'attaque, le 9 avril 1940, Carl Gustav Fleischer se trouve à Vadsø, dans le Comté de Finnmark, dans le cadre d'un voyage d'inspection avec son chef d'état-major, le major Odd Lindbäck-Larsen. Lorsque le message de l'invasion lui parvient, la région est plongée dans un blizzard féroce,. En raison des conditions météorologiques extrêmes, Carl Gustav Fleischer ne peut quitter Vadsø ni par bateau Hurtigruten ni par avion de la marine, et doit passer la nuit sur place. Le gouverneur du comté de Finnmark, Hans Gabrielsen, l' invite à passer la nuit dans la demeure du gouverneur. Après avoir discuté de la situation avec Gabrielsen, Carl Gustav Fleischer réussit à partir pour Tromsø le lendemain, où il arrive par un avion de la marine M.F.11 après avoir volé dans des conditions terribles,,,. Depuis Tromsø, il donne l'ordre d'une mobilisation civile et militaire totale et déclare le nord de la Norvège comme théâtre de guerre. Il remet la plupart des pouvoirs civils aux gouverneurs des comtés respectifs de Troms et de Finnmark, Hans Gabrielsen prenant tous les pouvoirs civils dans le nord de la Norvège après la mort du gouverneur du comté de Troms quelques jours après l'invasion. Le plan stratégique de Carl Gustav Fleischer consiste d'abord à anéantir les forces allemandes à Narvik, puis à transférer sa division dans le Comté de Nordland pour faire face à une avancée allemande depuis le Comté de Trøndelag. Carl Gustav Fleischer valorise les actions offensives contre les forces ennemies, utilisant la nature unique du terrain norvégien pour mener des attaques contre les flancs et l'arrière de l'ennemi. En 1934, le général Carl Gustav Fleischer s'était déjà opposé à l'idée de mener des actions dilatoires en attendant les renforts alliés, une tactique sur laquelle le général Otto Ruge s'appuyait pour défendre la région vitale de la Norvège orientale.

##### Opérations en 1940

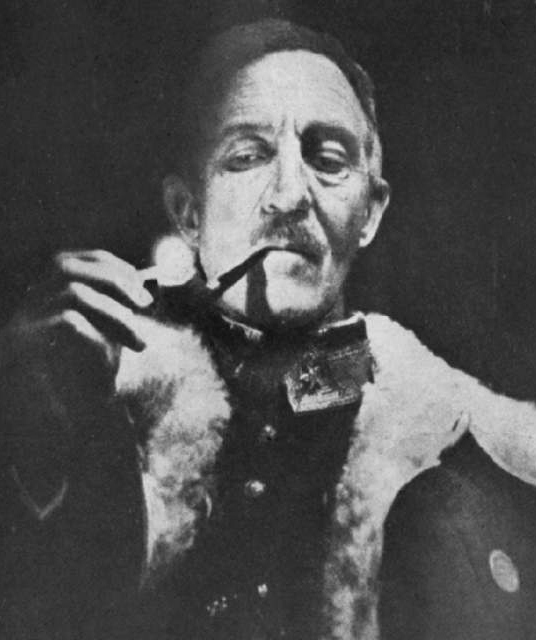
Carl Gustav Fleischer en 1940.

En tant que commandant de la 6e division, le général de division Carl Gustav Fleischer coordonne les forces norvégiennes, françaises, polonaises et britanniques pour la reprise de Narvik le 28 mai aux mains de la 3e division de montagne austro-allemande du général de division Eduard Dietl. La victoire est accomplie malgré les changements de stratégie et de leadership des alliés. À la suite de l'évacuation du sud de la Norvège, Carl Gustav Fleischer est mêlé à des conflits avec les dirigeants politiques et militaires venus des régions abandonnées du sud du pays. Le style impitoyable et intransigeant du général n'aide pas à cet égard.
Narvik est la première grande victoire de l'infanterie alliée pendant la Seconde Guerre mondiale. Malheureusement pour les norvégiens, après l'invasion allemande de la France et des Pays-Bas le 10 mai 1940, la force opérationnelle alliée est retirée au début du mois de juin. Sans le soutien des Alliés, l'armée norvégienne ne serait pas en mesure de défendre seule ses positions et un accord de capitulation pour la Norvège continentale est signé. Les allemands réoccupent Narvik le 9 juin.
Alors que les forces norvégiennes en Norvège continentale sont sur le point de se rendre, le général Carl Gustav Fleischer reçoit l'ordre de suivre le roi Haakon VII et le Gouvernement Nygaardsvold en exil au Royaume-Uni, ayant été nommé commandant de l'armée norvégienne en exil le 7 juin 1940,. En compagnie de sa femme, il quitte la Norvège le 8 juin, à bord du patrouilleur Fridtjof Nansen.

##### Exil

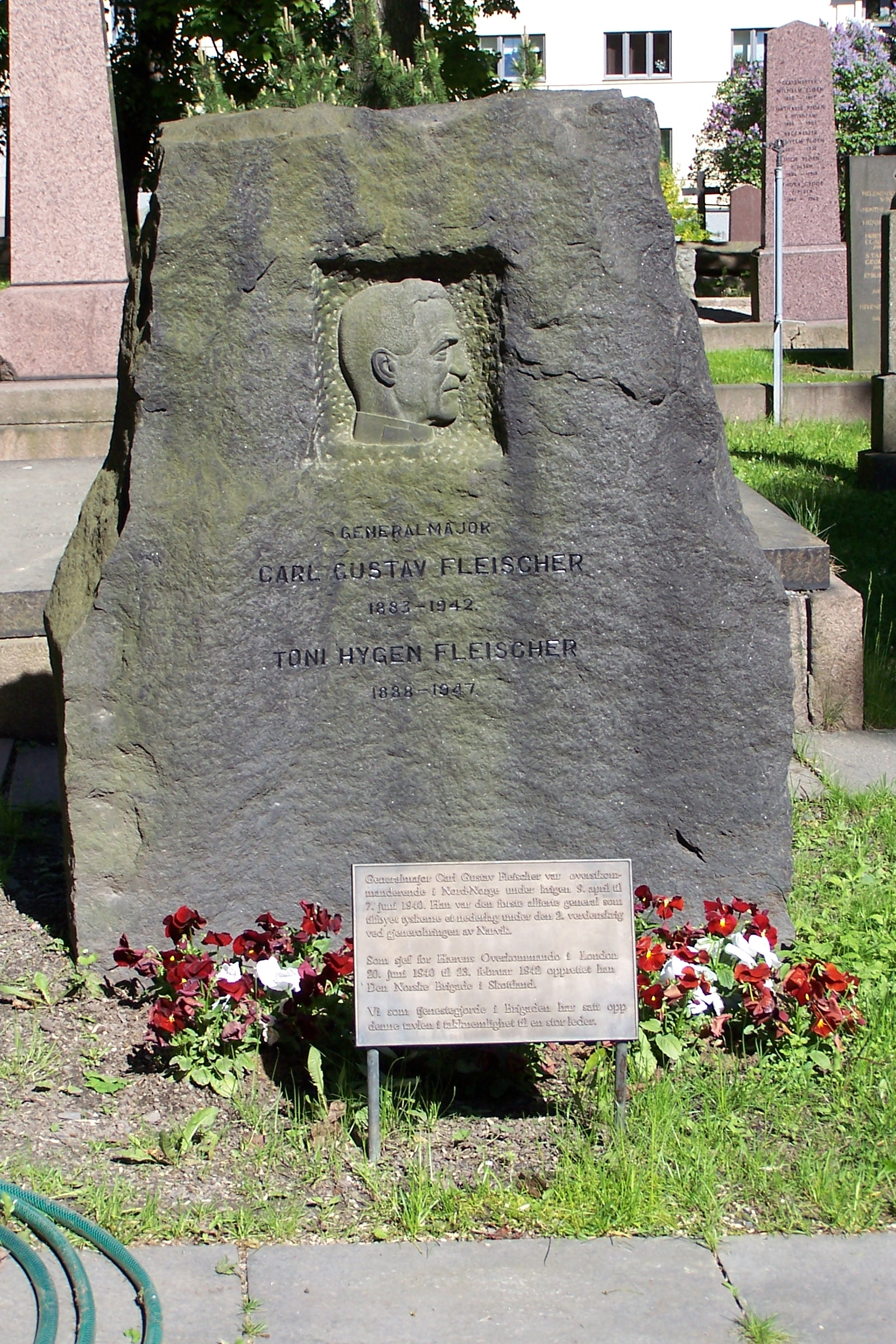
La pierre tombale du général Carl Gustav Fleischer dans le cimetière de Notre-Sauveur à Oslo.

Pendant son exil au Royaume-Uni, le général Carl Gustav Fleischer met rapidement sur pied une brigade d'infanterie norvégienne basée à Dumfries, en Écosse, à partir de juin 1940. Cependant, il se brouille rapidement avec les dirigeants politiques norvégiens en exil, en raison de son fort esprit d'initiative et de son refus de tout compromis. Il devient également controversé par certaines factions du cabinet en raison de son soutien aux raids commandos britanniques sur la côte norvégienne, se déclarant même prêt à participer personnellement aux attaques contre les forces d'occupation allemandes en Norvège. Pendant son séjour au Royaume-Uni, il reçoit un certain nombre de récompenses alliées. Parmi celles-ci figurent la Virtuti Militari polonaise pour bravoure, la Croix de guerre française et la nomination par les Britanniques au titre de Chevalier Commandeur de l'Ordre du Bain.
Très probablement en raison d'un antagonisme personnel dû à ce fait, le général Carl Gustav Fleischer est écarté lorsque le gouvernement en exil du premier ministre Johan Nygaardsvold décide en 1942 de recréer le poste de commandant en chef des forces armées norvégiennes.
Ce poste avait existé temporairement pendant la campagne de 1940, mais le général Otto Ruge, qui avait été commandant en chef pendant la campagne, était resté en Norvège et s'était rendu avec ses troupes. Au lieu de Carl Gustav Fleischer, qui était le choix évident, le cabinet promeut directement au rang de général le major Wilhelm von Tangen Hansteen, le jeune attaché de défense à Helsinki, en Finlande, et lui confie le poste. En réponse à cet acte, Carl Gustav Fleischer remet sa démission.
Le cabinet ordonne au général Carl Gustav Fleischer d'occuper un nouveau poste de commandant des forces norvégiennes au Canada. À l'exception de la base d'entraînement Petite Norvège de l'Aviation royale norvégienne, près de Toronto, déjà dirigée par Ole Reistad, et d'une école d'artilleurs de la marine marchande à Lunenburg, près de Halifax, en Nouvelle-Écosse, il n'y a pas de forces norvégiennes au Canada. Un projet de création d'une armée norvégienne au Canada, composée de Norvégo-Américains expatriés, n'abouti pas.
Avant de partir pour le Canada, Carl Gustav Fleischer inspecte la garnison norvégienne sur la lointaine île norvégienne Jan Mayen dans l'océan Atlantique. Le général conclut que la garnison est trop petite pour défendre autre chose que le milieu de l'île, laissant plusieurs plages de débarquement ouvertes aux allemands pendant les mois d'été relativement calmes. Sur la base de ses observations, Carl Gustav Fleischer indique que la garnison devrait être renforcée pendant l'été, une petite garnison étant suffisante pendant l'hiver. Il inspecte également les forces norvégiennes basées en Islande.

#### Suicide et conséquences

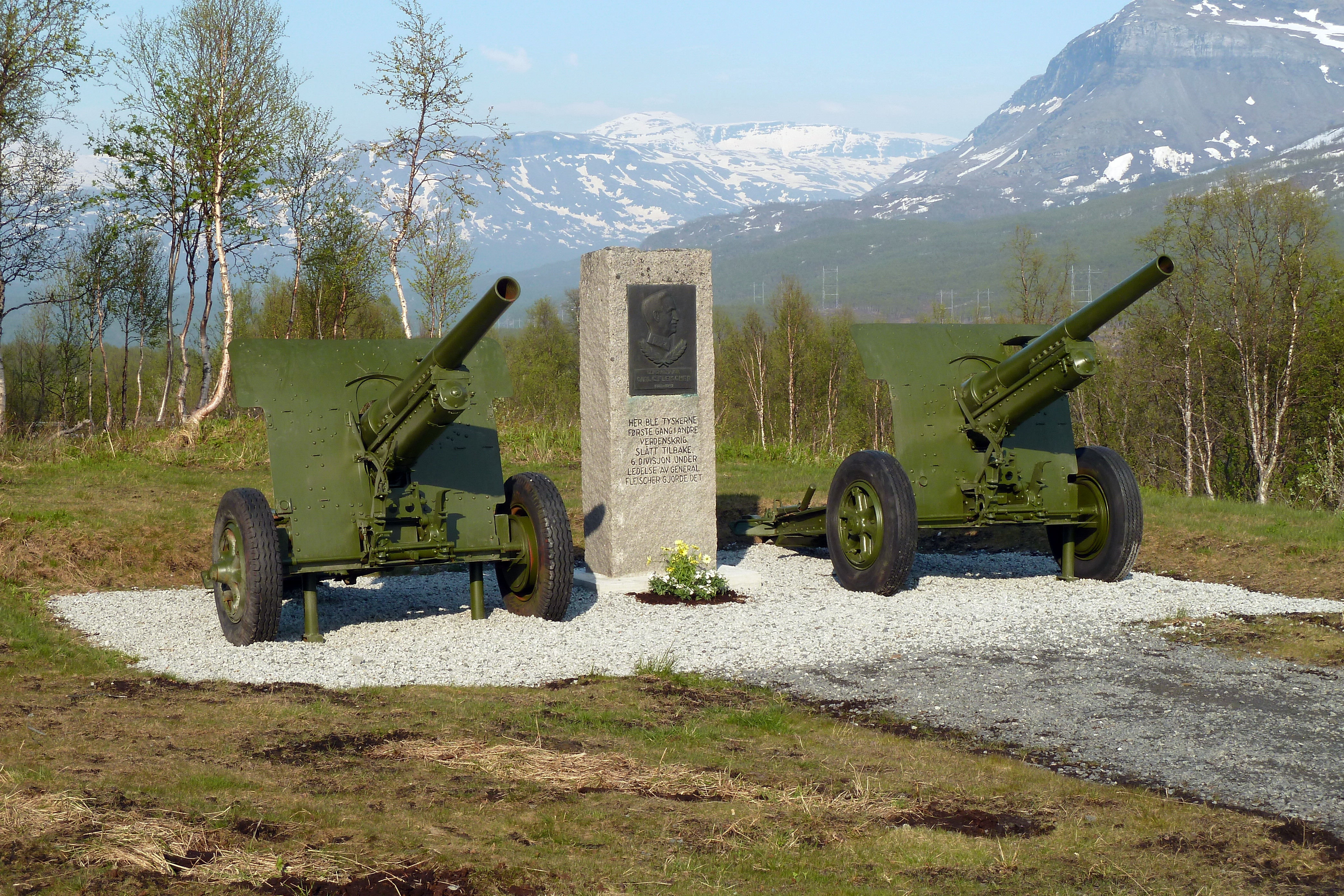
Mémorial à Carl Gustav Fleischer et à la 6e Division à Lapphaugen, dans le comté de Troms, en Norvège. La pierre commémorative est flanquée d'anciens obusiers de campagne allemands de 10,5 cm leFH 16 fortement modernisés.

Le 1er décembre 1942, le général Carl Gustav Fleischer reçoit l'ordre d'occuper le poste d'attaché militaire à Washington D.C. Il s'agit là d'une nouvelle humiliation évidente, puisque ce sont habituellement des officiers ayant le grade de major ou de lieutenant-colonel qui occupent ce poste. Comme c'est trop pour lui, il se tire une balle dans le cœur avec sa propre arme le 19 décembre 1942. Son corps est découvert par son adjudant, le lieutenant Richard Brinck-Johnsen, qui apporte l'urne contenant les cendres du général à Londres dans un avion Liberator. À Londres, Brinck-Johnsen reçoit l'ordre de garder secrètes les circonstances de la mort de Carl Gustav Fleische. Ce n'est qu'en 1995 que Brinck-Johnsen s'exprime, déclarant qu'à son avis, Carl Gustav Fleische s'était suicidé parce qu'il souffrait d'être mis de côté et de n'avoir besoin de personne.
Encore contestée aujourd'hui, on pense que l'une des raisons de son envoi au Canada était qu'il était favorable à une série de raids côtiers contre la Norvège pour entraver l'utilisation par les allemands de la nation occupée. Carl Gustav Fleischer voulait également constituer des forces armées importantes à l'étranger et les employer dans des opérations actives contre les forces d'occupation allemandes en Norvège, ce qui était en conflit direct avec la stratégie plus passive privilégiée par le Cabinet Nygaardsvold. L'opinion dominante dans le reste du Cabinet était de construire des forces aériennes et navales qui pourraient être utilisées directement avec les forces alliées, car ils craignaient que de tels raids n'incitent les allemands à prendre des mesures punitives sévères contre la population locale, comme ils l'ont fait après l'incident de Tælavåg.
Lorsque les cendres du général Carl Gustav Fleischer ont été ramenées en Norvège après la guerre, le cabinet travailliste lui a refusé des funérailles nationales. Malgré la présence du roi, du prince héritier et de représentants de toutes les autres composantes de la société norvégienne, aucun représentant du cabinet ou du parti travailliste n'était présent. Lorsqu'un monument en son honneur a été érigé à Harstad, au quartier général de la 6e division, en présence du roi, le cabinet et le parti travailliste ont fait preuve du même manque de respect.
Harstad (General Fleischers gate), Bodø (General Fleischers gate), Bardufoss (General Fleischers veg) et Eiksmarka (General Fleischers vei) ont toutes des rues portant le nom du général.